# Quaqtaq (terre réservée inuite)
Pour Quaqtaq (village nordique), voir Quaqtaq.
Quaqtaq est une terre réservée inuit de l'Administration régionale Kativik, dans la région administrative Nord-du-Québec au Québec, Canada.
Quaqtaq est également le nom d'un village nordique du Québec.

## Démographie
| 2001 | 2006 | 2011 | 2016 |
| ---- | ---- | ---- | ---- |
| 0    | 0    | 0    | 0    |